# Casa magicianului
Casa magicianului (engleză The House of Magic) este un film de animație, produs de nWave Pictures, regizat de Jeremy Degruson și Ben Stassen, și lansat de Belga Films pe 25 decembrie 2013 în Belgia. Filmul a fost lansat în România de Forum Film România pe 15 august 2014.